# Западная Сибирь
За́падная Сиби́рь — природный регион в Сибири, расположенный между Уральскими горами на западе, бассейном реки Енисей на востоке, Северным Ледовитым океаном на севере и Казахским мелкосопочником на юге. Общая площадь региона составляет порядка 2,8 млн. км². Население российской части Западной Сибири — 14,6 млн чел. (на 01.01.2010), то есть около 10 % населения России. Плотность населения — 6 чел. на 1 км².

## География
Западная Сибирь представляет собой край, простирающийся на 2500 километров от Северного Ледовитого океана до возвышенностей Казахского мелкосопочника и на 1900 километров от гор Урала до Енисея. Около 90% площади Западной Сибири расположено в пределах Западно-Сибирской равнины, состоящей из двух плоских чашеобразных сильно заболоченных впадин, разделённых повышенными до 175—200 м Сибирскими Увалами. На юго-востоке Западно-Сибирская равнина, постепенно повышаясь, сменяется предгорьями Алтая, Салаира, Кузнецкого Алатау и Горной Шории.

### Регионы Западной Сибири
В России:
- Тюменская область:
  - Ханты-Мансийский автономный округ — Югра,
  - бо́льшая часть Ямало-Ненецкого автономного округа;
- Томская область;
- Омская область
- Новосибирская область;
- Кемеровская область — Кузбасс;
- Алтайский край;
- Республика Алтай;
- Курганская область
- восточная часть Свердловской области;
- восточная часть Челябинской области.

В Казахстане:
- северная часть Костанайской области,
- Северо-Казахстанская область (почти целиком),
- северная и восточная части Павлодарской области,
- северная часть Акмолинской области,
- северная часть Восточно-Казахстанской области.

## Население
Заселение Западной Сибири современным человеком началось в верхнем палеолите, о чём свидетельствует находка около села Усть-Ишим усть-ишимского человека возрастом около 45 тыс. лет. К верхнему палеолиту (50—40 тыс. лет назад) в Горном Алтае относится усть-каракольская индустрия. Позднепалеолитические слои стоянки Кара-Бом радиоуглеродным методом датируются возрастом 40—30 тыс. лет назад. Малояломанская пещера у села Малый Яломан была обитаема 38,5 тыс. лет назад (без калибровки 33,3 тыс. лет). Человек из пещеры Логово Гиены (Алтай) датируется возрастом ок. 34—34,5 тыс. лет назад. К эпохе позднего палеолита относятся стоянки «Тыткескень-8», Кара-Тенеш в Чемальском районе, Усть-Канская пещера. Самые древние стоянки позднего палеолита на территории Кузнецкого края это Воронино-Яя (ок. 30 тыс. л. н.) и Шестаково на правом берегу Кии (25—18 тыс. л. н.). В Томской области известны стоянки Томская, Могочино I, Парусинка. Стоянка Шикаевка II датируется возрастом 18 050±95 лет. Стоянки эпохи верхнего палеолита, обнаруженные в Барабинской низменности (Волчья грива, Венгерово) и в отрогах Салаирского кряжа, свидетельствуют о расселении людей на данной территории в финальном плейстоцене (16—12 тыс. лет назад). Позднепалеолитическая стоянка Черноозерье II на Черноозёрской гриве датируется возрастом ок. 14,5 тыс. лет. Пребывание людей на стоянке на местонахождении «Луговское» относят ко второй половине сартанского времени (10—15 тыс. лет назад). К позднему палеолиту в Кемеровской области относятся мастерская Шумиха-I, стоянки Бедарево I, II, II, Шорохово-I, Ильинка-II, Сарбала (15—12 тыс. л. н.). Стоянки Мохнатушка-I, Соловьиная Лука, Кабанье находятся в горно-предгорной зоне Северного Алтая. Сросткинская стоянка верхнего палеолита находится в Бийском районе юго-восточнее села Сростки (гора Пикет). Индустрия стоянки Урожайная синхронна Сросткам. Куюмская культура получила наименование от индустриальных комплексов типа Усть-Куюма, нижнекатунская культура получила наименование от стоянок типа Сросток, ушлёпская культура получила наименование от индустрий юго-западных отрогов Горной Шории и Салаира. Самое северное палеолитическое местонахождение в Западной Сибири Комудваны датируется возрастом не менее 10 тыс. лет назад.
К эпохе мезолита относятся памятники Черноозерье VIa, Малый Ащи-Куль I, Большой Ащи-Куль II, Максимовка II, стоянки юга Тюменской области «Катенька» и «Звёздный», ранние культурные отложения археологического памятника «Остров-II» в Ингальской долине, стоянка Басандайка II у Томска, стоянки Большой Берчикуль-1 на севере Кузбасса, Бычка-1 в среднем течении Томи и Печергол-1 в Горной Шории, стоянки «Усть-Сема» (верхний и средний культурные слои), «Усть-Карбан», «Усть-Бийке», «Тыткескень-3» в Горном Алтае, стоянка у села Павловка Угловского района Алтайского края, памятники Камышное I, Убаган III в Курганской области, Заковряшино-1 (Каменское Приобье), Кабанье (Кулундинская низменность), поселения Усть-Сема (верхний слой), Элекманар. К мезолита относится находка у тобольской деревни Байгара таранной (надпяточной) кости человека возрастом 10,4 тыс. лет.
Крупнейшие города: Новосибирск, Омск, Тюмень, Барнаул, Томск, Кемерово, Новокузнецк, Павлодар, Усть-Каменогорск, Семей, Петропавловск, Сургут, Нижневартовск, Костанай, Кокшетау, Курган, Бийск.

## Климат
Среднегодовая температура от −10 °C (высокогорные районы Приполярного Урала и Горного Алтая) до +5 °C (Тургайская низменность). Климат континентальный, за исключением Алтая и Алтайского Края. Температура в январе от −15 °C (на юге) до −40 °C (на севере). Средняя температура в июле от +5 °C (на севере) до +20 °C (на юге). В летний период Васюганские болота дают охлаждающий эффект жаре на всей равнине.

Западная Сибирь поделена на пять зон: тундровую, лесотундровую, таёжную, лесостепную, степную.

## Воды
Все реки Западной Сибири принадлежат бассейну Карского моря. Крупнейшие реки — Обь с Иртышом, менее крупные — Томь, Пур, Таз, Тобол, Катунь, Чулым, Надым, Кеть, Вах, Бия и другие.

## Заповедники
- Заповедник Верхне-Тазовский. Создан в 1986 году. Ямало-Ненецкий АО, Красноселькупский район.

Млекопитающие: лисы, встречаются песцы, медведи, горностаи, соболи, росомахи, единично встречаются волки.
Птицы: ястребы-тетеревятники, очень редки беркуты и сапсаны, орланы-белохвосты.
Растения: хорошо развит лишайниковый покров, брусника, водяника, толокнянка.
- Заповедник Гыданский. Создан в 1996 году. Ямало-Ненецкий АО, Тазовский район.

Млекопитающие: песец, лемминги, белуха, кольчатая нерпа, лахтак.
Птицы: белоклювая гагара, малый лебедь, пискулька, краснозобая казарка, орлан-белохвост, сапсан, белая чайка.
Растения: карликовая берёза, ивы сизая и мохнатая, ива полярная, пушица многоколосковая и горец живородящий.
- Заповедник Малая Сосьва. Действует с 1976 года. Ханты-Мансийский АО, Советский и Берёзовский районы.

Млекопитающие: соболь, росомаха, горностай, ласка, белка обыкновенная, ондатра, выдра, лось, олень, медведь, речной бобр.
Птицы: орлан-белохвост, скопа, филин, беркут, краснозобая казарка, сапсан.
Растения: прострел желтеющий, кизильник черноплодный, вероника колосистая, остролодочник уральский.
- Заповедник Юганский. Создан в 1982 году. Ханты-Мансийский АО, Сургутский район.

Млекопитающие: соболь, ласка, горностай, рысь.
Птицы: краснокнижные чёрный аист, орлан-белохвост, беркут, скопа.
Растения: ель, пихта, кедр, дремлик болотный, пололепестник, любка двулистная, мякотница.

## Ресурсы и промышленность
Самые развитые области промышленности — добыча нефти, газа, каменного угля и лесная промышленность. В Западной Сибири добывается свыше 70 % общероссийской добычи нефти и газа, около 30 % каменного угля и 10,7 % древесины. Действует мощный нефтегазодобывающий комплекс. Площадь нефтегазоносных земель составляет около 2 млн км². Очень сильно развита добыча угля в Кузбассе.